# Francesc Toldrà i Carbonell
Francesc Toldrà i Carbonell (Vilanova i la Geltrú, 12 de febrer de 1879 – Barcelona, 18 de gener de 1931) fou un músic, compositor, poeta i periodista vilanoví.

## Biografia
Francesc Toldrà nasqué a Vilanova i la Geltrú, el 12 de febrer de 1879, fill del fuster creixellenc Francesc Toldrà i Huguet i de la vilanovina Antònia Carbonell i Saavedra. Tot i que la família no era acabalada, pogué donar al seu fill una bona formació. Estudià batxillerat a Vilanova fins als quinze anys, a l'Institut Lliure de Segon Ensenyament on coincidí amb Francesc Macià que més endavant es convertiria en el primer president de la Generalitat restaurada. A banda d'aquesta formació humanística, Toldrà tingué una bona formació musical com a alumne del gran músic vilanoví Magí Sans i Bartomeu. Es casà amb Antònia Soler, filla de les Borges del Camp, amb qui tingué quatre fills: l'Antònia, l'Enriqueta, el Francesc i l'Eduard.
L'any 1885, amb vint-i-sis anys, esdevingué director del Cor de Clavé de la Unió Vilanovesa i ho seria fins a l'any 1888. El 1902 tornaria a dirigir-lo fins al 1904 quan se n'anà a viure a Barcelona amb la seva família per tal que el seu fill Eduard Toldrà pogués continuar els seus estudis musicals.
A banda de ser violinista, director de cor, compositor, poeta, periodista i de dibuixar i pintar, Toldrà treballà com a professor d'ensenyament tècnic auxiliar a l'Escola Industrial on, des de l'any 1899 al 1902 va exercir el càrrec de secretari.

## Obra
La seva producció literària va estar vinculada sobretot al Carnaval de Vilanova i la Geltrú com a redactor dels discursos d'en Carnestoltes fins al 1904 com a successor de Francesc de Sales Vidal. En el context d'aquesta festivitat, també escrigué poesia que era repartida en la cavalcada benèfica, "estudiantines" (una modalitat de cançó de ronda que els joves cantaven per Carnaval) i cròniques d'aquesta festa.
Quant a la seva obra periodística, fundà diverses revistes d'existència efímera com En Banyeta, La Cuina o La nova Cuina. I publicà articles diversos en català i en castellà, amb un estil humorístic i sota els pseudònims de "Tres déus", "Pare pedaç" o "Jo".
Pel que fa a la seva obra compositiva, Toldrà no només escrigué diverses obres pel Cor de Clavé de la Unió Vilanovesa, sinó que també ho feu per altres corals com el Cor de l'Ateneu Obrer de Vilafranca del Penedès entre el 1900 i 1910. El vilanoví també va compondre i arranjar música per a bandes, orquestrines i grups de grallers.
A l'Ateneu de Vilanova va coincidir amb el constructor de gralles Josep Casellas i Batet creador de les gralles llargues i de claus, per les quals és possible que Toldrà l'assessorés. El que sí que és segur és que Toldrà elaborà partitures per aquestes noves gralles de Caselles. D'aquestes se n'han conservat les composicions per a tres gralles llargues que elaborà pels Basterons de Vila-rodona.